# Lissoclinum caliginosum
Lissoclinum caliginosum är en sjöpungsart som beskrevs av Kott 200. Lissoclinum caliginosum ingår i släktet Lissoclinum och familjen Didemnidae. Inga underarter finns listade i Catalogue of Life.